# 盧特菲·澤德
盧特菲·阿利亞斯卡·澤德（1921年2月4日—2017年9月6日）是一位美国逻辑学家和数学家。

## 生平
生於巴库，於1965年建立了模糊集和模糊逻辑，主要研究模糊邏輯的應用。1991年又引進軟計算的概念。1996年提出用單字及知覺計算。后来的研究重点是软计算在自然语言处理的应用何语言的语义计算。
他有阿塞拜疆籍的父親和俄羅斯籍的母親，並於伊朗長大，1944年搬往美國。他是美國加州大學柏克萊分校研究院教授及柏克萊软計算研究所主任。
他早年对传统的控制论有很大的贡献，包括线性系统理论和z-变换。自1965年发表了第一篇关于模糊集的文章到现在，他一直致力于发展和推广模糊逻辑。

## 外部連結
- 澤德的主頁 （页面存档备份，存于）